# 13 Songs
13 Songs es un álbum recopilatorio de canciones de la banda estadounidense de hardcore punk Fugazi. Se incluyen todas las canciones de sus dos primeros EP: Fugazi, de junio de 1988 y grabado en Inner Ear Studios; y Margin Walker, de diciembre de 1988 y grabado en Southern Studios. Fue lanzado en septiembre de 1989 por Dischord.
En febrero de 2003 este álbum se reeditó. 
En 2005, 13 Songs fue colocado por la revista Spin en el puesto número 29 de la lista "100 Greatest Albums, 1985-2005".

## Listado de canciones
1. "Waiting Room" – 2:53
2. "Bulldog Front" – 2:53
3. "Bad Mouth" – 2:35
4. "Burning" – 2:39
5. "Give Me the Cure" – 2:58
6. "Suggestion" – 4:44
7. "Glue Man" – 4:23
8. "Margin Walker" – 2:30
9. "And the Same" – 3:27
10. "Burning Too" – 2:50
11. "Provisional" – 2:17
12. "Lockdown" – 2:10
13. "Promises" – 4:02

- Canciones 1 a 7 de Fugazi (1988)
- Canciones 8 a 13 de Margin Walker (1989)

- Datos: Q2807634